# Koivusaari (ö i Finland, Egentliga Tavastland)
Koivusaari är en ö i Finland. Den ligger i sjön Hauhonselkä och i kommunen Tavastehus i den ekonomiska regionen  Tavastehus ekonomiska region  och landskapet Egentliga Tavastland, i den södra delen av landet, 110 km norr om huvudstaden Helsingfors. Öns area är 1,1 hektar och dess största längd är 190 meter i sydöst-nordvästlig riktning.